# Forsythia europaea
Espèce
Statut de conservation UICN

 LC  : Préoccupation mineure
Classification phylogénétique
Forsythia europaea est une espèce de plantes à fleurs de la famille des Oleaceae. C'est une plante sauvage rustique de Forsythia endémique d'Europe balkanique méridionale. Elle n'a pas ou très peu de vocation horticole, puisque sa floraison jaune clair n'est pas spectaculaire, en comparaison des espèces asiatiques.

## Forsythia d'Europe
Originaire des Balkans, en particulier d'Albanie, du Kosovo, c'est la seule espèce connue du genre Forsythia indigène en Europe. Il a été introduit au jardin botanique de Kew en 1899 à partir de graines récoltées par le botaniste italien Antonio Baldacci qui avait découvert l'espèce en 1897. 
Dans certaines langues (allemand, serbo-croate), on l'appelle également « Forsythia des Balkans ».

## Description
Il s'agit d'arbustes qui peuvent atteindre 1.5 à 2.5 mètres. Les feuilles sont caduques, de couleur vert foncé, simples, opposées, ovales et pétiolées (4-6 mm), au bord entier ou légèrement dentelé, de 4 à 7 cm de long et 1.7-2.5 cm de large. Sa floraison a lieu en mars-avril. Les fleurs sont solitaires, en forme de tube à pétales de couleur jaune, implantées à l'aisselle des feuilles. Le fruit est une capsule déhiscente de 1.5 cm de long, qui s'ouvre dans le milieu des carpelles (déhiscence dite loculicide),.

## Répartition et habitat
Le Forsythia d'Europe pousse dans une zone de 8800 km2 (Albanie et Kosovo) où il occupe une surface de 188 km2. Il pousse sur des formations de serpentine, entre 150 m et 1500 m d'altitude, dans des formations buissonnantes sur des pentes rocheuses, associé à des pins noirs (Pinus nigra) et des arbousiers communs (Arbutus unedo).

## Statut
Cette espèce endémique est considérée comme non menacée par l'UICN (analyse de 2016), la tendance d'évolution de sa population n'est pas connue. 
Elle est considérée comme une très rare espèce relique de la flore arctique européenne, liée aux espèces est-asiatiques du genre, la seule à avoir survécu aux changements climatiques post-glaciaires en Europe. Elle appartient au même groupe d'espèces reliques que le marronnier commun (Aesculus hippocastanum), le platane d'Orient (Platanus orientalis) et l'épicea de Serbie (Picea omorika), qui ont survécu dans les Balkans. Le nord de l'Albanie est considéré comme un des plus importants refuges de l'Europe du Sud pour la protection des espèces pendant la période glaciaire et pour la spéciation.  

## Taxonomie
L'espèce a été décrite par Árpád von Degen et Antonio Baldacci en 1897, publiée dans le Österreichische botanische Zeitschrift, le Journal botanique autrichien, vol 47, p. 406 (1898),  dans le cadre du genre Forsythia décrit par Martin Vahl en 1805.  Dans la famille des Oleaceae, il appartient à la tribu des Forsythieae.
Son épithète d'espèce europaea correspond à sa situation d'unique espèce du genre présente de manière naturelle en Europe.